# Darmstadt-Johannesviertel
Das Johannesviertel bezeichnet einen Statistischen Bezirk im nördlichen Darmstadt. Es grenzt im Westen und Norden an die Kasinostraße, im Osten an die Frankfurter Straße und im Süden an die Bismarckstraße und belegt eine Fläche von 38,3 ha. Das Johannesviertel wurde ab 1872 auf zuvor unbebautem Gebiet errichtet und wurde zuerst nach dem Erbauer Heinrich Blumenthal „Blumenthalviertel“ genannt. Die größtenteils gründerzeitliche Bausubstanz ist noch recht gut erhalten. Typisch für das Johannesviertel sind begrünte Vorgärten ebenso wie Hintergärten. Architektonisch zeigen sich vor allem klassizistische sowie Backsteinfassaden. In den Jahren 1892 bis 1894 wurde die evangelische Johanneskirche dort errichtet.
Im Johannesviertel befinden sich auf der sogenannten „Schulinsel“ mit der Justus-Liebig- und der Eleonorenschule zwei Gymnasien. Dort war auch die Haupt- und Realschule Diesterwegschule beheimatet. Diese wurde geschlossen. Das Schulgebäude wird durch andere Schulen genutzt. In der Viktoriastraße befindet sich mit der Goetheschule eine Grundschule.

## Johanneskirche
Im Zentrum des Johannesviertels befindet sich die von 1892 bis 1894 errichtete Kirche der Johannesgemeinde. 1887 wurde an der Kreuzung der heutigen Liebig- und Kahlertstraße ein Bauplatz für 46.000 Mark erworben, die Planung durch die Stadtgemeinde für den Bau der gotischen Kirche begann 1891. Der Grundstein wurde am 18. Oktober 1892 gelegt, die Nutzung der Kirche begann am 31. August 1894. Beim Luftangriff auf Darmstadt am 23./24. September 1943 wurde die Kirche schwer beschädigt, so dass keine Gottesdienste mehr abgehalten werden konnten. Bei der Brandnacht im September 1944 wurde auch die Kirche in Brand gesetzt. Nach Kriegsende begannen von 1946 bis 1948 erste Enrümpelungs- und Wiederherstellungsarbeiten. Nach Unterbrechung zugunsten des Wiederaufbaus des als Notkirche genutzten Gemeindehauses wurden nach Geldspenden aus den USA 1952 die Bauarbeiten fortgesetzt. Am 2. November 1952 wurde die Kirche neu eingeweiht und wieder für Gottesdienste genutzt.
2008 wurde der vor der Kirche befindliche Johannesplatz umgestaltet und dient seitdem als Fläche für vielfältige Veranstaltungen wie Wochen-, Kreativ- und Adventsmarkt, Open-Air-Kino, Kleinkunst-Aufführungen und Feste.

## Regelmäßige Veranstaltungen
- August: Flohannes-Hinterhof-Flohmarkt[6]
- Ende November: Adventsmarkt auf dem Johannesplatz